# 庞加莱圆盘模型

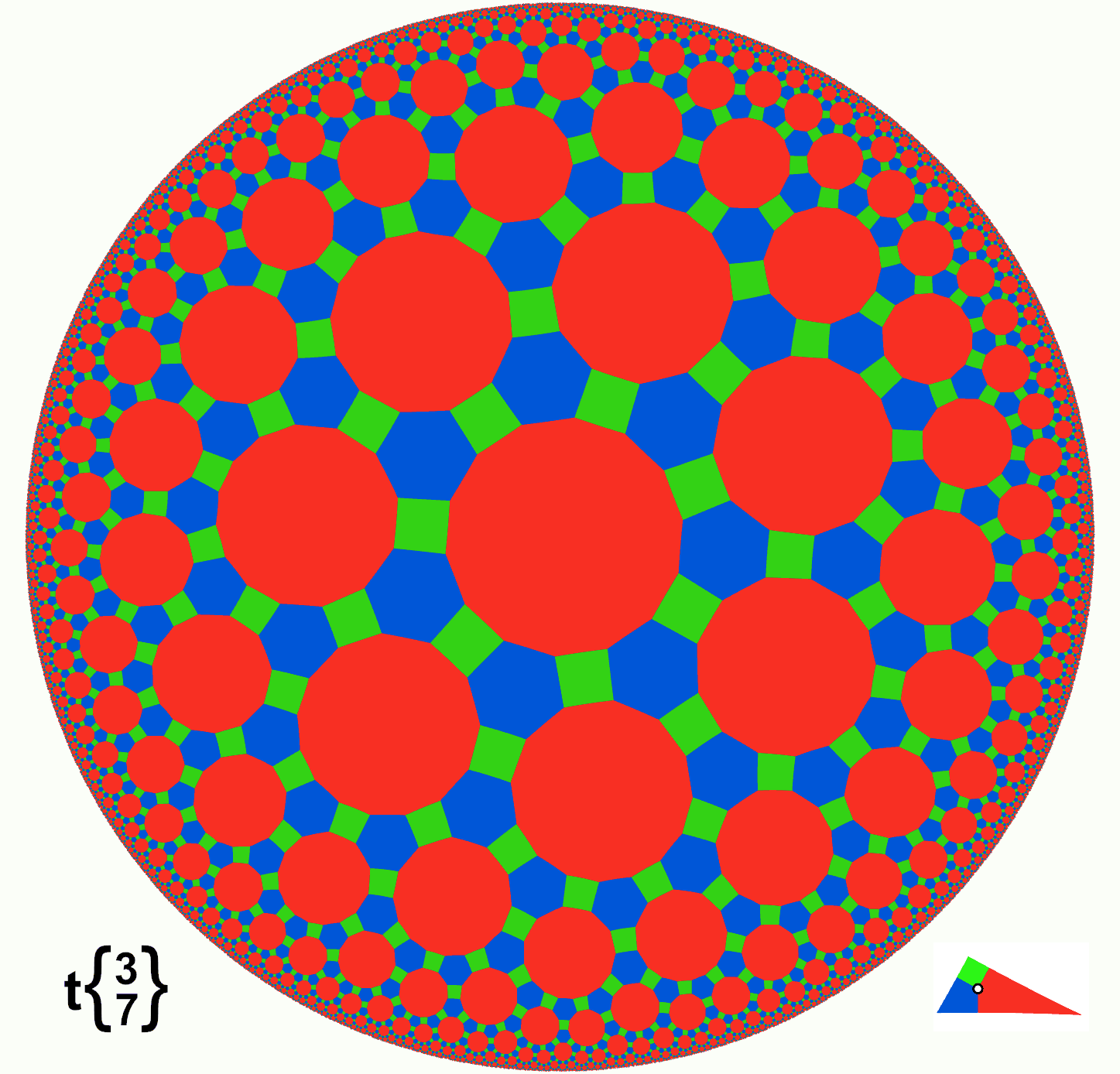
庞加莱圆盘模型的大斜方截 {3,7} 镶嵌。

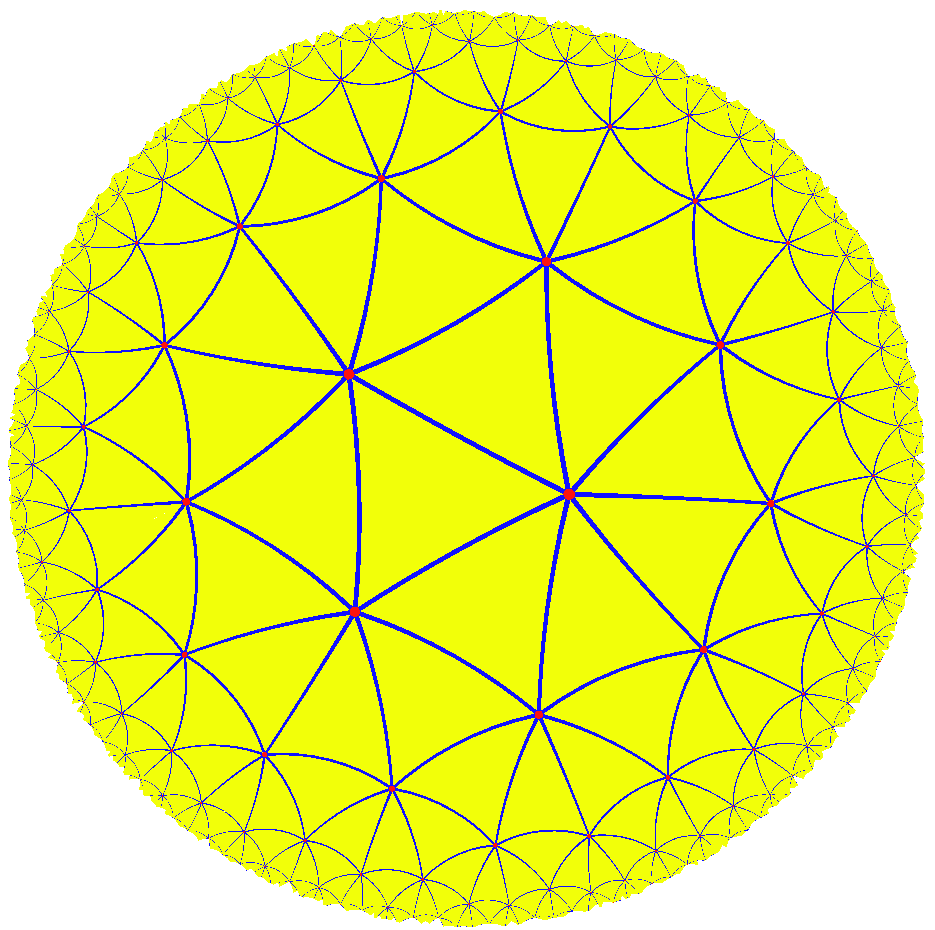
双曲圆盘的双曲三角形镶嵌-七阶三角形镶嵌。

几何中，庞加莱圆盘模型（Poincaré disk model），也叫共形圆盘模型（conformal disk model），是一个 n-维双曲几何模型。几何中的点對應到 n 维圆盘（或球）上的點，几何中的「直线」（准确地说是测地线）對應到任意垂直于圆盘边界的圓弧或是圆盘的直径。庞加莱圆盘模型、克莱因模型以及庞加莱半空间模型，一起被贝尔特拉米用来证明双曲几何与欧几里得几何的相容性等价。

## 距离函数
如果 u 和 v 是赋以通常欧几里得范数的 n 维向量空间 Rn 中两个向量，两者范数都小于 1，则我们可以定义一个等距不变量为：
{\displaystyle \delta (u,v)=2{\frac {||u-v||^{2}}{(1-||u||^{2})(1-||v||^{2})}},\,}
这里 ||*|| 表示通常的欧几里得范数。那么距离函数是
{\displaystyle d(u,v)=\operatorname {arccosh} (1+\delta (u,v)).\,}
这样的距离函数对任何两个范数小于 1 的向量有定义，将这样的向量集合变为一个度量空间，这是一个具有常曲率 -1 的双曲空间模型。这个模型具有共形性质，双曲空间中两条曲线相交的角度与在这个模型中的欧几里得角度相同。

## 度量形式
庞加莱圆盘模型的度量形式是：
{\displaystyle ds^{2}=4{\frac {\sum _{i}dx_{i}^{2}}{(1-\sum _{i}x_{i}^{2})^{2}}}.\,}

## 与双曲面模型的关系
庞加莱圆盘模型，和克莱因模型一样，都与双曲面模型射影相关。如果我们有双曲面模型中双曲面的上叶中一点 [t, x1, ..., xn]，这样就定义了双曲面模型中一点，我们可以通过与 [-1, 0, ..., 0] 连接一条直线将其投影到超曲面 t = 0 上，所得是庞加莱圆盘模型中的对应点。

## 过两点的直线
解析几何中一个基本构造是寻找过两个定点的一条直线。在庞加莱圆盘模型中，平面上的直线定义为具有如下性质的圆周之一部分
{\displaystyle x^{2}+y^{2}+ax+by+1=0,\,}
这是垂直于单位圆周的圆周的一般形式，或就是直径，可以证明这是连接这两点（双曲）距离最短的曲线，即测地线。给定圆盘中不在同一直径上两点 u 和 v，我们可以求出过这两点的圆周，得到
{\displaystyle x^{2}+y^{2}+{\frac {u_{2}(v_{1}^{2}+v_{2}^{2})-v_{2}(u_{1}^{2}+u_{2}^{2})+u_{2}-v_{2}}{u_{1}v_{2}-u_{2}v_{1}}}x+{}}
{\displaystyle {\frac {v_{1}(u_{1}^{2}+u_{2}^{2})-u_{1}(v_{1}^{2}+v_{2}^{2})+v_{1}-u_{1}}{u_{1}v_{2}-u_{2}v_{1}}}y+1=0.}
如果点 u 和 v 在圆盘的边界上但不是直径的端点，上面的公式简化成
{\displaystyle x^{2}+y^{2}+{\frac {2(u_{2}-v_{2})}{u_{1}v_{2}-u_{2}v_{1}}}x-{\frac {2(u_{1}-v_{1})}{u_{1}v_{2}-u_{2}v_{1}}}y+1=0.\,}

## 庞加莱圆盘模型中的角
我们可用一个公式计算出端点（理想点）为单位向量 u 与 v 以及端点为 s 与 t 的两条圆弧相交的角度。因为理想点在克莱因模型和庞加莱圆盘模型是一样的，两个模型中的公式是一样的。
如果两条直线都是直径，那么 v = −u 和 t = −s，则我们只要找出这两个单位向量的角度，角度 θ 的公式为
{\displaystyle \cos(\theta )=u\cdot s.\,}
如果 v = -u 但 t≠ -s，用楔积表示，公式变为
{\displaystyle \cos ^{2}(\theta )={\frac {P^{2}}{QR}},}
这里
{\displaystyle P=u\cdot (s-t),\,}
{\displaystyle Q=u\cdot u,\,}
{\displaystyle R=(s-t)\cdot (s-t)-(s\wedge t)\cdot (s\wedge t).\,}
如果两条弦都不是直径，得到一般的公式
{\displaystyle \cos ^{2}(\theta )={\frac {P^{2}}{QR}},}
这里
{\displaystyle P=(u-v)\cdot (s-t)-(u\wedge v)\cdot (s\wedge t),\,}
{\displaystyle Q=(u-v)\cdot (u-v)-(u\wedge v)\cdot (u\wedge v),\,}
{\displaystyle R=(s-t)\cdot (s-t)-(s\wedge t)\cdot (s\wedge t).\,}
利用比内-柯西恒等式以及这些向量都是单位向量的事实，我们可只使用点积将上面的表达式写成
{\displaystyle P=(u-v)\cdot (s-t)+(u\cdot t)(v\cdot s)-(u\cdot s)(v\cdot t),\,}
{\displaystyle Q=(1-u\cdot v)^{2},\,}
{\displaystyle R=(1-s\cdot t)^{2}.\,}

## 艺术作品
毛瑞特斯·柯奈利斯·艾雪的画作圓極限IV、圓極限III是庞加莱圆盘的一个艺术形象化。